# 李化
李化（1909年9月23日—1975年8月22日），別名林炎，農曆八月初十出生，祖籍廣東新會。粵語片大導演，編劇，製片。與李鐵、胡鵬等為香港電影初年「十大導」的一批。1931年在上海從事電影業。1938年間，已帶了攝影隊到廣州拍攝日本軍機濫炸的情形。四十年代中在上海淪陷區的歲月，曾被懷疑是重慶安排在上海的間諜，要連夜從上海逃往國軍統治的屯溪，坐小船沿黃浦江偷渡，過程偶而有日本軍隊以探射燈閃照，機關槍掃射。五十年代，常與李子誦會面，二人都是中共的外圍人士。 五十年組藝文公司拍國語片，六十年代與邵柏年創辦峨嵋影片公司，是香港第一家專拍武俠片的公司，峨嵋製作過多部梁羽生和金庸小說改編的粵語電影 （页面存档备份，存于），是兩位名家小說電影化的第一代製作，堪稱意義重大，為日後的改編作品留下參考藍本。，改編製作包括金庸《射鵰英雄傳》（上下集）、《碧血劍》（上下集），梁羽生《白髮魔女傳》（上下集），風行一時。
李化更長於製片與規劃，製作的計劃與預算，拍片的迅速，在行內是有名的。
李化有四名子女，是香港著名政治評論家李怡的父親。李化在家中排行第二。五弟是李剛，與前中聯辦李剛同名同姓，也曾是對方的上司，曾官至文化局局長，屬副部長級。著有回憶錄 《歸處可方》，亞視亦拍有兩集紀錄片《香港人在故鄉》－李剛的人生足跡。四妹是李麗蓮，戰前在曲藝界錄過不少唱片，丈夫歐陽山尊於建國後任北京人民藝術劇院院長，山尊的父親就是鼎鼎大名的戲劇家歐陽予倩。三妹則在延安「搶救一個人」的鬥爭運動中被鬥死。李化亦是李晨風的叔叔。

## 背景
李化是一位在動亂時代中飄泊的從影人士：
- 1928由廣州去上海
- 1929年濟南，上海，北京
- 1931年再到濟南，轉而青島，天津，北京，上海
- 1932年結束流浪生活返廣州
- 1936年遷居香港
- 1940年再遷上海
- 1941年去桂林，同年返港
- 1942年返上海
- 1944年去南京住一年又遷返上海
- 1946年遷居北京，去瀋陽一年經營戲院
- 1948年二月由北京返香港，直到1968年三月；在香港整整二十年，雖曾赴外地，然不超過一個月，算是在香港定居。惜1967年香港暴動，令電影事業停頓而移居澳門。
- 1968年移居澳門，直至1975年8月22日因肺病病逝。[14]

## 電影行業工會創會成員
- 1949年3月27日有40多位粵語電影從業員在黃曼梨家中談起當時粵語片在營業上不景氣及工作苦悶，認為每個行業也有一個公會，而電影卻還沒有，從業員毫無保障，且投訴無門，希望成立一個組織來保障合法權益。推舉吳楚帆、蘇怡、李化、莫康時、盧敦等25人為籌備委員。經過多次籌備座談，由吳其敏執筆完成組織章程，並一致同意由蘇怡提出的「華南電影工作者聯誼會」為名。
- 1949年7月10日假座華商總會禮堂舉行成立典禮，同時選出由李化、吳楚帆、黃曼梨、盧敦、莫康時、張瑛、洪叔雲、趙樹燊及李鐵9人組成的主席團，然後由會場主席李化致開幕辭，盧敦報告籌組經過，其後宣讀、討論及通過章程，並選出首屆理事會成員。
- 1949年12月因應香港社團條例，更名為「華南電影工作者聯合會」，於12月29日獲准註冊，創會會員367人，包括當時粵語影壇大部份精英。[15]

## 義拍影片
華南電影工作者聯合會在成立一年後動員10位導演、10位編劇及多達116位演員製作《人海萬花筒》，攝製的片場多達6間。所有編、導及工作人員均是義務參與，收入全撥歸福利基金。10個故事有古有今，有喜有悲，片名《人海萬花筒》由任護花提出，於1950年8月23日推出公映，片長110分鐘，為黑白粵語電影。
1995年華南電影工作者聯合會與香港電影資料館合作翻新《人海萬花筒》的底片，並安排於同年舉行的香港國際電影節上演。
縱觀香港電影歷史，香港電影人雖然生存在一個高度市場化的工業中，但還是不時聚集起來，為同業福利或是造福社群，拍片籌款。這類籌款的作品雖然不一定是喜劇，但和賀歲片一樣，都是以群戲為主，以熠熠星光吸引觀眾入場。《人海萬花筒》 （页面存档备份，存于）因而與其他三部同類代表作於2010年2月在香港電影資料館電影院再度播放。
| #  | 名稱             | 片廠             | 編劇     | 導演   | 主要演員               |
| -- | ---------------- | ---------------- | -------- | ------ | ---------------------- |
| 一 | 《怨天尤人》     | 大觀製片場       | 朱克     | 趙樹燊 | 李清、黃曼梨           |
| 二 | 《小市民幻想曲》 | 四達製片廠       | 莫康時   | 俞亮   | 張活游、黃超武、小燕飛 |
| 三 | 《謠傳》         | 外景             | 李晨風   |        | 曹達華、紫羅蓮、羅品超 |
| 四 | 《海角亡魂》     | 自由製片場       | 司馬文森 | 盧敦   | 梅珍、馮應湘、馮峰     |
| 五 | 《孽債》         | 大觀製片場       | 黃若海   | 李化   | 鄺山笑、林妹妹、葉萍   |
| 六 | 《黑市婚姻》     | 自由製片場       | 秦劍     | 吳回   | 李海泉、伊秋水、劉桂康 |
| 七 | 《陳圓圓之歌》   | 南洋製片場       | 任護花   | 陳皮   | 薛覺先、馬師曾、紅線女 |
| 八 | 《皇親國戚》     | 南洋製片場       | 馮鳳謌   | 黃金印 | 石燕子、林蛟、羅艷卿   |
| 九 | 《寸金尺土》     | 友僑影業公司片場 | 吳其敏   | 李鐵   | 張瑛、梁醒波、容小意   |
| 十 | 《螺絲釘》       | 大觀製片場       | 馬容國   | 李應源 | 吳楚帆、白燕           |

## 電影作品
| 放映日期       | 電影                                                                            | 崗位             | 香港電影資料館館藏                         |
| -------------- | ------------------------------------------------------------------------------- | ---------------- | ------------------------------------------ |
| 1937年2月15日  | 神出鬼沒 The shadow                                                             | 導演兼編劇       | 特刊                                       |
| 1937年6月17日  | 製造國民 Producing citizens                                                     | 導演             |                                            |
| 1937年10月21日 | 廣州抗戰記 The war effort in Guangzhou                                          | 製片主任         |                                            |
| 1937年12月5日  | 精忠報國 The patriots                                                           | 導演             |                                            |
| 1938年1月13日  | 如意吉祥 Felicity and luck                                                      | 導演             |                                            |
| 1938年5月18日  | 民族之光 The light of people                                                    | 導演             |                                            |
| 1939年9月19日  | 孤島天堂 Orphan Island Paradise                                                 | 客串演員         | 特刊，劇照，數碼影碟 (VCD)                 |
| 1949年9月1日   | 有冤無路訴（在廣州遭禁映）                                                      | 導演             |                                            |
| 1950年8月23日  | 人海萬花筒                                                                      | 導演             | 特刊                                       |
| 1953年1月16日  | 有求不應 Never promise anything                                                 | 導演             | 特刊，宣傳單張，劇照                       |
| 1953年11月27日 | 金絲雀 A golden silk bird                                                       | 導演兼原著       | 特刊，宣傳單張，劇照，錄影帶 (VHS)         |
| 1954年1月1日   | 舊愛新歡 The old and the new loves                                              | 製片主任         | 特刊                                       |
| 1954年3月19日  | 小星淚 Tear of a young concubine                                                | 導演兼製片       | 特刊，宣傳單張，劇照，錄影帶 (VHS)         |
| 1954年10月8日  | 歸來 Come back, my dear!                                                        | 導演兼製片兼故事 | 特刊，宣傳單張，劇照，錄影帶 (VHS)         |
| 1955年11月4日  | 父女之間 Father and daughter                                                    | 導演             | 特刊，宣傳單張，劇照，錄影帶 (VHS)         |
| 1957年12月25日 | 化身兄弟 Brothers in disguise                                                   | 導演             | 特刊，宣傳單張                             |
| 1958年4月24日  | 賊 The thief                                                                    | 導演             | 特刊，劇照                                 |
| 1958年10月23日 | 射鵰英雄傳 Story of the vulture conqueror                                       | 製片             | 特刊，宣傳單張，劇照，錄影帶 (VHS)         |
| 1958年12月3日  | 碧血劍(上集) Sword of blood and valour, part one                                | 製片             | 劇照，宣傳單張，小劇照，錄影帶 (VHS)       |
| 1959年3月18日  | 白髮魔女傳(上集) Story of the White-haired Demon Girl, part one                 | 導演兼製片       | 特刊，宣傳單張，劇照，錄影帶 (VHS)         |
| 1959年4月22日  | 白髮魔女傳(下集) Story of the white-haired demon girl, part 2                   | 導演兼製片       | 劇照，宣傳單張，錄影帶 (VHS)，電影海報     |
| 1959年6月3日   | 射鵰英雄傳(二集)                                                                | 製片             | 特刊，劇照，錄影帶 (VHS)，電影海報         |
| 1959年7月1日   | 碧血劍(下集) Sword of blood and valour, Part two                                | 製片             | 劇照，宣傳單張，錄影帶 (VHS)               |
| 1959年8月19日  | 七劍下天山 Seven swordsmen from Tianshan                                        | 製片             | 特刊，宣傳單張，劇照，錄影帶 (VHS)，小劇照 |
| 1959年12月16日 | 白髮魔女傳(三集大結局) Story of the White-haired Demon Girl, concluding episode | 導演兼製片       | 劇照，宣傳單張，小劇照，錄影帶 (VHS)       |
| 1960年5月4日   | 書劍恩仇錄(上集)                                                                | 製片             | 特刊                                       |
| 1960年5月11日  | 書劍恩仇錄(下集)                                                                | 製片             | 特刊，宣傳單張                             |
| 1960年6月8日   | 書劍恩仇錄大結局                                                                | 製片             | 特刊                                       |
| 1960年7月27日  | 神鵰俠侶 The story of the great heroes, part one                                | 導演             | 特刊，宣傳單張，小劇照                     |
| 1960年8月30日  | 神鵰俠侶下集大結局                                                              | 導演             | 特刊，宣傳單張                             |
| 1960年11月16日 | 江湖三女俠(上集)                                                                | 導演兼製片       | 錄影帶 (VHS)                               |
| 1960年11月22日 | 江湖三女俠(大結局)                                                              | 導演兼製片       | 特刊，錄影帶 (VHS)                         |
| 1961年3月1日   | 鴛鴦刀(上集) The mandarin swords, part one                                      | 導演兼製片       | 特刊，錄影帶 (VHS)                         |
| 1961年3月8日   | 鴛鴦刀(大結局) The mandarin swords, concluding episode                          | 導演兼製片       | 特刊，錄影帶 (VHS)                         |
| 1961年7月26日  | 龍鳳劍(上集) The Dragon Phoenix Sword, part one                                 | 導演兼製片       | 特刊，錄影帶 (VHS)                         |
| 1961年8月2日   | 龍鳳劍(大結局) The Dragon Phoenix Sword, concluding episode                     | 導演兼製片       | 特刊，錄影帶 (VHS)                         |
| 1961年9月6日   | 神鵰俠侶(四集) The story of the great heroes, part four                         | 導演兼製片       | 特刊，宣傳單張                             |
| 1962年2月15日  | 劍姑七友傳                                                                      | 導演兼製片       | 特刊，錄影帶 (VHS)                         |
| 1962年2月21日  | 劍姑七友奇遇記 Strange happening to the swordswoman and her seven friends       | 導演兼製片       | 特刊，錄影帶 (VHS)                         |
| 1962年8月1日   | 峨嵋三劍俠                                                                      | 導演兼製片       | 特刊，小劇照                               |
| 1962年9月26日  | 天山神俠                                                                        | 導演兼製片       | 特刊                                       |
| 1963年2月8日   | 刀劍緣 Match of the knife and the sword, part one                               | 導演             | 特刊，宣傳單張                             |
| 1963年2月14日  | 刀劍緣大結局 The match of the knife and the sword, concluding episode           | 導演             | 特刊                                       |
| 1963年7月31日  | 火燒少林寺(上集)]                                                               | 導演兼製片       | 特刊，劇照                                 |
| 1963年8月7日   | 火燒少林寺(下集)                                                                | 導演             | 劇照                                       |
| 1964年1月1日   | 洛陽奇俠傳 The hero of Luoyang                                                  | 導演             | 特刊，小劇照                               |
| 1964年3月25日  | 雪山飛狐 The flying fox over the snowy hills, part one                          | 導演兼製片       |                                            |
| 1964年4月1日   | 雪山飛狐大結局 The flying fox over the snowy hills, concluding episode          | 導演兼製片       |                                            |
| 1964年8月5日   | 武當飛鳳                                                                        | 導演兼製片       | 錄影帶 (VHS)                               |
| 1964年8月12日  | 武當飛鳳大結局                                                                  | 導演兼製片       | 錄影帶 (VHS)                               |
| 1965年10月13日 | 盲俠穿心劍 The legend of the blind knight-errant                                | 導演兼製片       | 錄影帶 (VHS)                               |
| 1965年10月17日 | 盲俠穿心劍(下集) The legend of the blind knight-errant, concluding episode      | 導演兼製片       | 錄影帶 (VHS)                               |

## 外部連結
- 李化在互联网电影资料库（IMDb）上的資料（英文）（英文）
- 李化在香港影庫上的簡介
- 李化在时光网上的簡介（简体中文）